# Біда (іслам)
Біда (араб. بدعة‎‎, вводити нове) — те, чого раніше не було і з’явилось пізніше; нововведення, які були внесені в ісламську релігію після періоду життя пророка Мухаммеда і його сподвижників. Частина мусульманських улемів розподіляє нововведення на «хороші» (ті, що не суперечать Корану та Сунні) і «погані» (ті, що суперечать першоджерелам). Проте більшість улемів трактують поняття біда, як таке, що суперечить Корану і Сунні

## Історія поняття
Поняття біда склалося в антиомеядському опозиційному середовищі, передовсім серед шиїтів і хариджитів, що звинуватили халіфа Османа у різного роду «нововведеннях» — заходах, що суперечили, з їх точки зору, словам і вчинкам пророка Мухаммеда. Надалі це поняття було перенесене до області догматики та широко застосовувалось у полемічній літературі вже у значенні «хибне уявлення», «омана». Поняття біда не мало чітких меж: одну й ту саму дію чи думку представники різних догматичних шкіл характеризували то як «недозволену новизну», то як «правовір’я», освячене авторитетом Корану і Сунни. Прихильники та противники антропоморфізму, посилаючись на Коран, звинувачували один одного у «єресі». Ще більшою мірою це стосувалося есхатологічних уявлень мусульман (переселення душ, споглядання Аллаха, рай, пекло і т. д.).
Серед багатьох мусульманських народів популярна точка зору про допустимість деяких нововведень, так як вона дозволяє вводити і трактувати як ісламські деякі  національні традиції та звичаї 

## Заборона нововведень у Корані і Сунні
- «Сьогодні Я завершив для вас вашу релігію, і закінчив для вас Мою милість, і задоволений для вас Ісламом як релігією". (Коран, 5: 3);
- «Всяка новизна — нововведення (біда), всяке біда — єресь, і всяку єресь — у Вогонь». [Муслім, (Джума, 43); Абу Давуд, (Сунна, 5), Ібн Маджа (Мукаддіма, 7)];
- «Хто б не вніс нововведення до цієї нашої справи (Ісламу), це буде відкинуто». (Муслім, 3242)